# NGC 6006
NGC 6006 في الفهرس العام الجديد، هي مجرة، تقع في كوكبة الحية. اكتشفت في 2 يونيو 1864 بواسطة ألبرت مارث.

## روابط خارجية
- NGC 6006 على موقع ويكي سكاي: DSS2, SDSS, GALEX, IRAS, Hydrogen α, X-Ray, Astrophoto, Sky Map, Articles and images